# Aphaenogaster saharensis
Aphaenogaster saharensis är en myrart som beskrevs av Bernard 1953. Aphaenogaster saharensis ingår i släktet Aphaenogaster och familjen myror. Inga underarter finns listade i Catalogue of Life.